# بوكيمون الفلم: قوتنا
بوكيمون الفيلم: قوتنا أو بوكيمون الفيلم: قصة الجميع هو فيلم أنمي ياباني مغامرات من إنتاج أو إل إم وويت استوديو. هو فيلم بوكيمون الواحد والعشرون، وفيلم إعادة التشغيل الثاني في سلسلة الأفلام. هو تكملة لـ فيلم بوكيمون: اخترتك!، هو من إخراج تيتسو ياجيما والمكتوبة بواسطة كل من إيجي يوميهارا وآيا تاكاها مع تصاميم الشخصيات بواسطة شيزوي كانيكو. ومن المقرر أن يصدر في اليابان في 13 يوليو  2018.

## الإنتاج
الفيلم في البداية  كان أعلن في 10 ديسمبر 2017 من طرف تلفزيون طوكيو في برنامج التّشكيلة أوها سوتا تحت عنوان بوكيمون فيلم 2018 (劇場版 ポケットモンスター 2018 Gekijō-ban Poketto Monsutā 2018)، يظهر تصميم شخصية جديدة للفيلم الرئيسي في رواية كيتشوم بجانب شخصية جديدة لم يكشف عن اسمها. الفيلم أيضا يدور حول الموسم الثاني من سلسلة الأنمي الأصلي و أيضا على بوكيمون الأسطوري لوغيا. إلى جانب الكشف عن الفيلم، ويت استوديو (هجوم العمالقة، عروس الساحر) أكد اشتراكه في إنتاج وتحريك الفيلم القادم. مقطورة جديدة للفيلم الذي صدر في 27 فبراير عام 2018، والتي يكشف أيضا عن 5 شخصيات جديدة المصاحبة لـ آش في الفيلم جنبا إلى جنب شخصية غامضة جديدة. كشف الموظفين أيضا أن كونيهيكو يوياما سيكون بمثابة مشرف عن  فيلم الرسوم المتحركة. جنبا إلى جنب مع المدير الجديد، إيجييوميهارا وآيا تاكاها يقومبكتابة الفيلم النصي.

## الموسيقى
كتب الملحن سلسلة المنتظم شينجي ميازاكي نتيجةً عن الإصدار الأصلي.

## الإصدار والترويج
الفيلم تم عرضهُ في المسارح اليابانية لأول مرة في 13 يوليو 2018.

## روابط خارجية
- مقالات تستعمل روابط فنية بلا صلة مع ويكي بيانات